# New York dansar
New York dansar (engelska: On the Town) är en amerikansk musikalfilm från 1949 i regi av Stanley Donen och Gene Kelly. Filmen hade svensk premiär 8 april 1950. Det är en filmatisering av pjäsen On the Town som först gick på Broadway. Detta var den första musikalfilm som, åtminstone delvis, spelades in på plats i New York.

## Handling
Tre flottister; Gabey, Chip och Ozzie har fått 24 timmars permission i New York. Ozzie vill titta på sevärdheter, men de enda spiror som Gabey och Chip vill titta på är sådana som sitter på vackra kvinnor. I tunnelbanan ser Gabey en affisch med Miss Turnstiles (ung. Fröken Vändkors), blir kär och tillsammans bestämmer de sig för att försöka hitta henne. På Naturhistoriska museet träffar Ozzie en karltokig antropolog och Chip blir praktiskt taget kidnappad av en promiskuös kvinnlig taxichaufför. Gabey lyckas hitta Miss Turnstiles på Konserthuset, men får för sig att hon är en fin societetsflicka. Framåt kvällen träffas de allihop högst upp på Empire State Building. Men polisen är på jakt efter dem, och fröken Vändkors försvinner till sitt riktiga jobb.

## Rollista
- Gene Kelly - Gabey
- Frank Sinatra - Chip
- Jules Munshin - Ozzie
- Betty Garrett - Brunhilde Esterhazy
- Ann Miller - Claire Huddesen
- Vera-Ellen - Ivy Smith
- Alice Pearce - Lucy Schmeeler

## Musik
- New York, New York och Come Up To My Place, musik av Leonard Bernstein, text av Betty Comden och Adolph Green
- A Day In New York Ballet och Miss Turnstiles Ballet, musik av Leonard Bernstein
- Count On Me, Main Street, On The Town, Pearl Of The Persian Sea, Prehistoric Man, That's All There Is och You're Awful, musik av Roger Edens, text av Betty Comden och Adolph Green

## Kritik
"/.../ Man trodde inte att sånglustspelet kunde förnyas, man trodde att Hollywood kört ohjälpligt fast. Men här är verkligen nya takter. Dansören Gene Kelly är med som regissör. Det är ingen dum karl. Är det han som lyckats blåsa in frisk luft? /.../ signaturen Robin Hood (Bengt Idestam-Almquist), Stockholms-Tidningen 12 april 1950.